# Cini Boeri
Maria Cristina Mariani Dameno, coniugata Boeri (Milano, 19 giugno 1924 – Milano, 9 settembre 2020), è stata una designer italiana nota con il nome di Cini Boeri. Allieva e collaboratrice di Gio Ponti, e professionista in proprio dal 1963, è stata un architetto la cui cifra creativa ha sempre teso a privilegiare la funzionalità del progetto rispetto alla sua estetica, nonché l'autonomia dell'occupante delle abitazioni da lei disegnate.

## Biografia
Si laureò al Politecnico di Milano nel 1951.
Dopo aver inizialmente collaborato con Gio Ponti e Marco Zanuso, aprì un proprio studio nel 1963.
Sposò il noto neurologo Renato Boeri dal quale si separò nel 1965.
Nel 1979 vinse il premio Compasso d'oro per il divano Strips, disegnato nel 1968 per Arflex ed esposto presso la collezione permanente della Triennale di Milano. Il divano nacque dal proposito di progettare un sistema di sedute di facile produzione e facile vendita e seguì all'esperimento del divano Serpentone, costituito da una struttura schiumata integrale da vendere a metri.
Dal 1981 al 1983 insegnò al Politecnico di Milano Progettazione architettonica e Disegno industriale e arredamento.
Nel 1981 fu membro del Consiglio di Amministrazione alla XVI Triennale di Milano.
Nel 1984 fece parte della giuria del premio Compasso d'oro assieme a Douglas Kelley, Antti Nurmesniemi, Giotto Stoppino e Bruno Zevi.

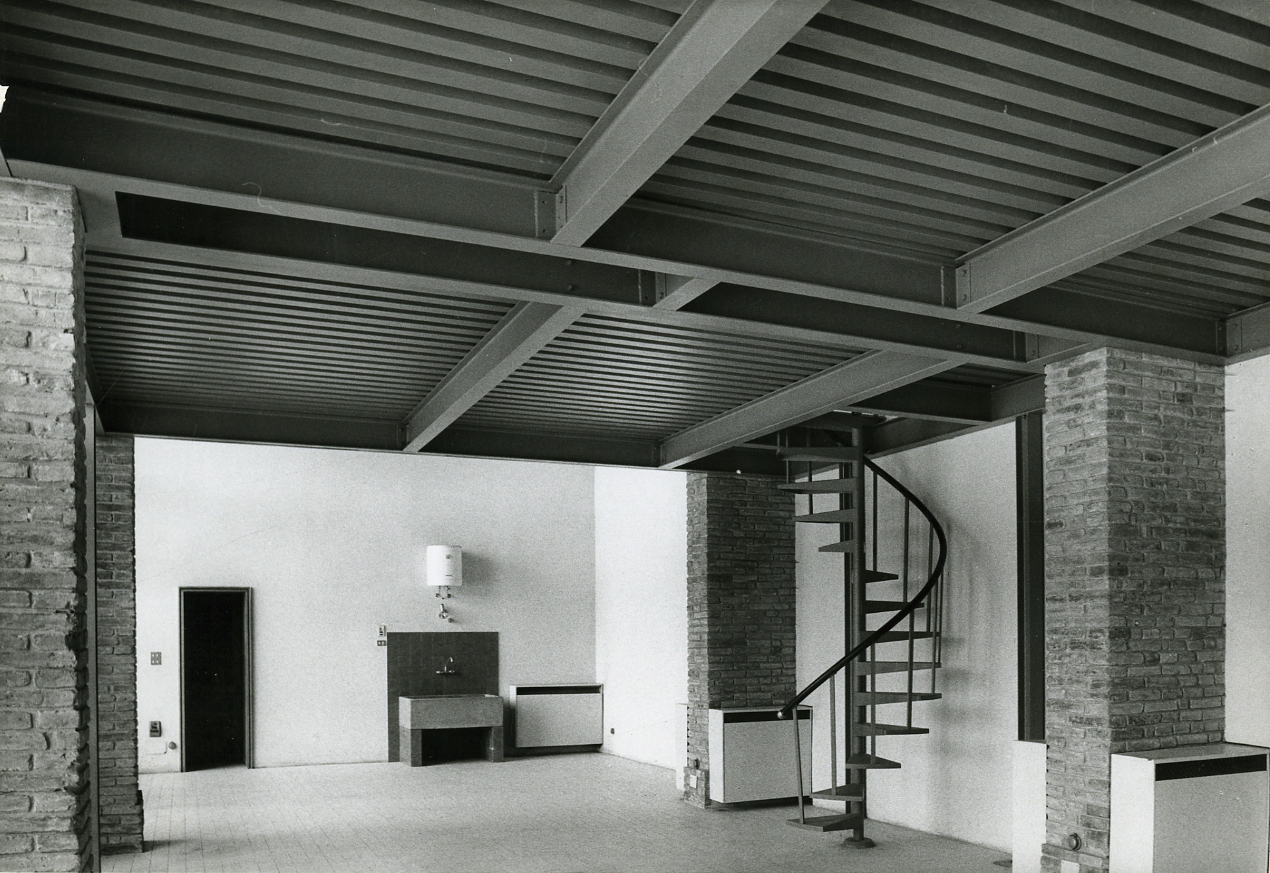
Palazzo dei Diamanti, Ferrara. Un progetto di Cini Boeri in collaborazione con Marco Zanuso.

Partecipò nel 1986 alla mostra Progetto domestico all'interno della XVII Triennale di Milano.
Tenne conferenze nelle più importanti istituzioni accademiche mondiali: l'Università di Berkeley, il Nucleo del Desenho Industrial di San Paolo, il Collegio degli Architetti di Rio de Janeiro, la Cranbrook School di Detroit, la Southern California Institute of Architecture e il Pacific Design Center di Los Angeles.
Premio Roscoe New York (1984), Premio Design Stoccarda (1985 e 1990), Medaglia d'oro "Apostolo del design" Milano (2003), Premio "Dama d'argento" - Poldi Pezzoli Milano 2006, Premio "Milanodonna" Milano (2007), "Piramidi dell'Accademia Italiana" Firenze (2008), "The IIC Lifetime Archievement Award" Los Angeles (2008), Good Design Award Chicago (2008).
Figli di Cini Boeri sono Sandro, Stefano e Tito, rispettivamente giornalista, architetto ed economista.
È morta nella sua casa di Milano il 9 settembre 2020, all'età di 96 anni.
Il 2 novembre 2020 il suo nome è stato iscritto nel Famedio di Milano.

## Opere
Design
- 1964 poltrona Borgogna (Arflex)
- 1967 poltrone monoblocco Bobo e Cubotto (Arflex)
- 1967 valigia Partner (Franzi)
- 1968 divano Bengodi (Arflex)
- 1968 divano Strips (Arflex)
- 1970 tavolo Lunario e divano Gradual (Knoll)
- 1971 divano Serpentone (Arflex)
- 1972 bicchieri e articoli in cristallo Cibi (Arnolfo di Cambio)
- 1973 lampada da tavolo Lucetta (Stilnovo)
- 1976 tavolo Talete (Arflex)
- 1977 poltrona Brigadier (Knoll)
- 1980 libreria girevole Double face (Arflex)
- 1982 maniglie Tre B (Fusital)
- 1982 lampada da tavolo Dito (Tronconi)
- 1982 porta Rever (Tre-P Tre-Più)
- 1983 tavolo Malibu (Arflex)
- 1983 prefabbricato (Misawa Homes, Tokyo)
- 1987 poltrona Ghost (Fiam)
- 1989 cassettiera Steps (Estel)
- 1989 lampadario Feltro (Venini)
- 2007 sistema di libreria To the wall (Magis)

Architettura
- 1966-67 Casa per vacanze a Punta Cannone (La Maddalena)
- 1967 Casa per vacanze al golfo di Abbataggia (La Maddalena)
- 1970 Casa museo di Antonio Gramsci a Ghilarza (Oristano)
- 1976 Restauro di palazzo Forti a Verona
- 1990 Casa di campagna in provincia di Piacenza
- 1997 Palazzi per uffici a Roma
- 2003-04 Casa per vacanze al golfo di Abbataggia (La Maddalena)
- 2007 Museo del Tesoro del Duomo - Monza

## Premi e riconoscimenti
- 1978 Product Design Award Resources Council Inc.
- 1978 Premio Roscoe
- 1979 Premio Compasso d'Oro
- 1983 Premio Saiedue
- 1984 Medaglia d'oro Bio 10 Lubiana
- 1984 Product Design Award Resources Council Inc.
- 1984 Premio Roscoe
- 1985 Premio Design Stoccarda
- 1990 Premio Design Auswahl `90 Stoccarda
- 2003 Medaglia d'oro Premio "Apostolo del design " Milano
- 2006 Premio Dama d'Argento - Poldi Pezzoli Milano
- 2007 Premio Milano Donna, conferito dal Comune di Milano - Le Grandi Donne che hanno fatto Grande Milano
- 2008 IIC Lifetime Achievement Award to Cini Boeri - Los Angeles

## Opere letterarie
- Le dimensioni umane dell'abitazione, Milano, Franco Angeli, 1980
- La dimensione del domestico in, La casa tra tecniche e sogno, a cura di M. Bertoldini, Milano, Franco Angeli, 1988'
- Progettista a committente in Struttura e percorsi dell'atto progettuale, Milano, CittàStudi, 1991